# 朝岡智幸
朝岡 智之（あさおか ともゆき、1933年7月16日 - ）は、日本の元裁判官。東京都港区出身。

## 来歴
港区立青山中学校、東京都立日比谷高等学校を経て中央大学法学部卒業。1958年、司法修習。
長野地方裁判所松本支部長・長野家庭裁判所同支部長などを経て、1986年に高等裁判所判事就任。1990年、東京家庭裁判所部総括判事。1992年、金沢地方裁判所所長、1994年から1996年まで、大阪高等裁判所総括判事。瑞宝重光章受章（2003年）。
| スタブアイコン | サブスタブ | この項目は、まだ閲覧者の調べものの参照としては役立たない、人物に関連した書きかけの項目です。この項目を加筆・訂正などしてくださる協力者を求めています（P:人物伝/PJ:人物伝）。 |